# Бутчер, Ник
Николас Н. (Ник) Бутчер (англ. Nicholas N. (Nick) Butcher; род. 7 мая 1976, Лос-Анджелес, Калифорния) — американский хоккеист на траве, полевой игрок. Участник летних Олимпийских игр 1996 года как игрок, бронзовый призёр Панамериканских игр 1995 года.

## Биография
Ник Бутчер родился 7 мая 1976 года в американском городе Лос-Анджелес.
В старшей школе играл в футбол и хоккей на траве. Играл за хоккейную команду округа Вентура. Ради выступлений за сборную США отказался от футбольной студенческой стипендии. Четыре раза становился (в том числе дважды золотым) призёром американских олимпийских фестивалей.
В 1992 году дебютировал в юношеской сборной США, в 1995 году — в главной сборной страны.
В 1995 году завоевал бронзовую медаль хоккейного турнира Панамериканских игр в Мар-дель-Плате.
В 1996 году вошёл в состав сборной США по хоккею на траве на летних Олимпийских играх в Атланте, занявшей 12-е место. Играл в поле, провёл 7 матчей, забил 2 мяча (по одному в ворота сборных Испании и Малайзии.